# Antero de Quental

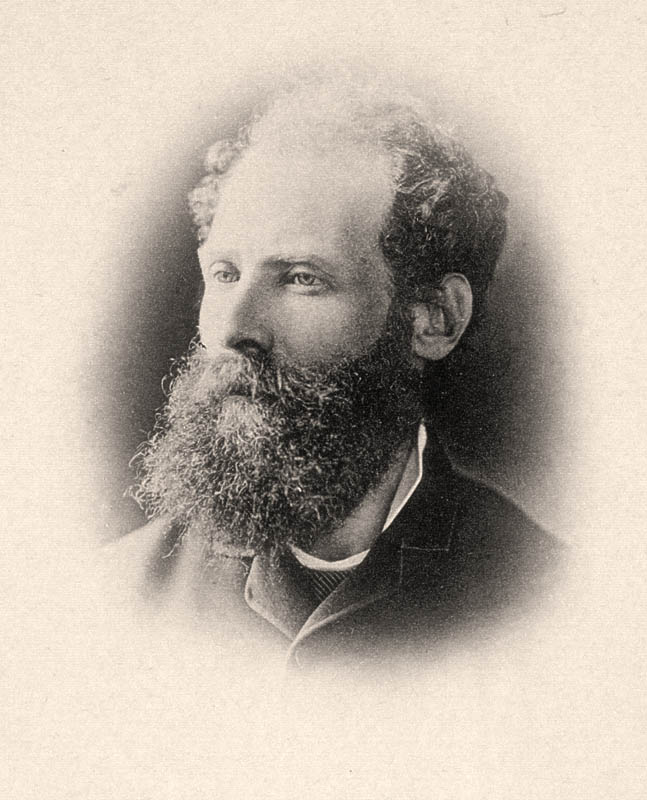
Antero de Quental

Antero de Quental, född den 18 april 1842 på São Miguel, Azorerna, död den 11 september 1891 på samma ställe, var en portugisisk skald. 
1856 inskrevs han vid universitetet i Coimbra, där han stannade till 1866. Han väckte uppmärksamhet för sin begåvning och excentricitet och blev särskilt populär som koryfé. Han började tidigt att skriva poesi och hade redan utgett tre mindre dikthäften, däribland ett häfte sonetter (1861), samt ett större, Odes modernas (1865), där han angrep tidens lyten, särskilt klerikalismen. 
23 år gammal öppnade han en litterär fejd, som skulle inleda en ny epok i Portugals litteratur, och bidrog till det häftiga meningsutbytet med stridsskriften A dignidade das letras e litteraturas officiaes från 1867. Quental gjorde 68 resor i Frankrike, Spanien och USA. Detta förde honom i närmare beröring med tidens politiska och sociala strömningar, och han utgav mellan 1868 och 1871 några delvis ganska radikala broschyrer i sådana ämnen samt började jämte en del andra arbeta för folkupplysningen, vilket dock snart ledde till konflikt med myndigheterna.
Quental drabbades av en nervsjukdom som tvingade honom att dra sig tillbaka från offentligheten. 1874 hade han dragit sig tillbaka helt med enbart få offentliga framträdanden. Sjukdomen blev allt värre, och han flyttade 1891 tillbaka till Saõ Miguel, där han dog samma år. Quental räknas tills de största av Portugals skalder, och gjorde en stor insats inom den portugisiska litteraturen. Quentals dikter har översatts till många språk, inklusive svenska.